# Selenzelle

Aufbau eines Selen-Photoelements

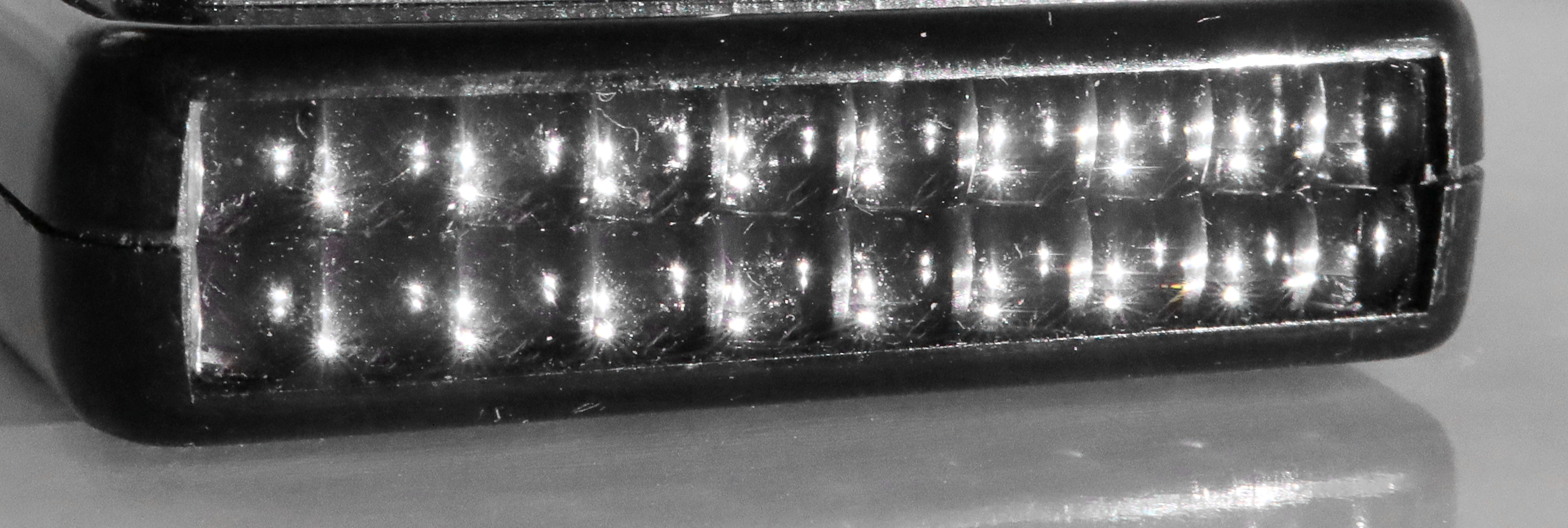
Selenzellen eines Belichtungsmessers, von einem Streuglas abgedeckt

Eine Selenzelle, auch als Selen-Photoelement bezeichnet, ist eine Photodiode auf der Basis des halbleitenden Selen, die bei Beleuchtung eine elektrische Spannung erzeugt. Sie waren die ersten Bauformen der Solarzellen. Sie werden heute kaum noch verwendet und sind in den Anwendungen wie Belichtungsmessern weitgehend durch andere fotoelektronische Bauelemente wie auf Silicium basierenden Photodioden abgelöst.

## Aufbau
Selenzellen bestehen aus einer vernickelten Eisengrundplatte, auf die eine polykristalline Selenschicht aufgebracht wird. Als Abdeckung wird eine dünne Schicht aus lichtdurchlässigem Cadmiumoxid (CdO) verwendet.

## Funktion
Zwischen dem Selen und einer lichtdurchlässigen CdO-Schicht bildet sich eine Sperrschicht. Durch Lichteinstrahlung werden Elektronen freigesetzt, die durch Einfluss des elektrischen Feldes in Richtung des neutralen (raumladungsfreien) Bereiches der CdO-Schicht wandern. Die Löcher wandern in den neutralen Bereich der Selenschicht. Dabei entsteht eine Spannung zwischen beiden Bereichen, die zwischen der Grundplatte und dem Abdeckungsring abgegriffen werden kann.

## Historische Anwendungen

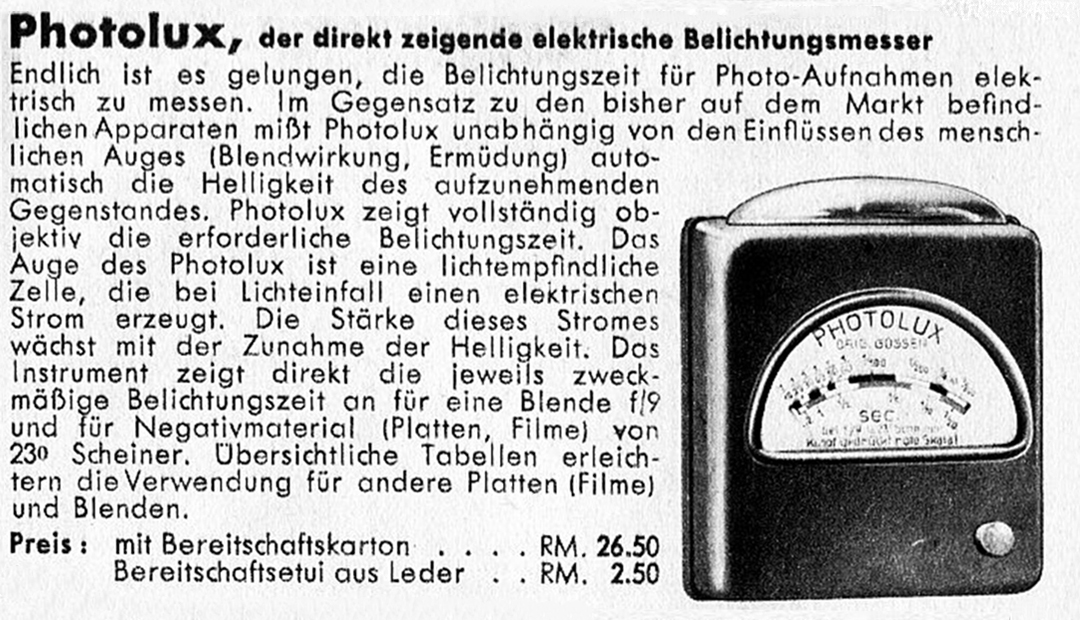
Werbung der Firma P. Gossen für ihren Belichtungsmesser „Photolux“ mit Selenzelle, 1933

Die Lichtempfindlichkeit von Selen entdeckte 1873 der Brite Willoughby Smith, es folgten erste Arbeiten in Großbritannien durch William Grylls Adams und andere und 1883 baute in New York Charles Fritts die erste Selenzelle mit einer sehr dünnen Schicht aus Gold, statt des erst später verwendeten lichtdurchlässigen Cadmiumoxids. Cadmiumoxid erlaubt im Gegensatz zu einer dünnen Goldschicht eine höhere Lichtdurchlässigkeit und die Zelle erzielt damit einen höheren Wirkungsgrad.
Die Anwendung der Selenzelle erfolgte jahrzehntelang in Belichtungsmessern bei Fotoapparaten, da zur Belichtungsmessung keine weitere Energiequelle (Batterie) benötigt wurde. Die ersten Geräte wurden ab 1933 in den USA (Weston Electrical Instrument) und Deutschland (P. Gossen) vorgestellt. Selenzellen sind dann meist hinter einem Streuglas versteckt und lassen sich auch durch ihre größere Fläche leicht von den auch verwendeten Fotowiderständen unterscheiden. Wegen der ungenügenden Alterungsbeständigkeit werden sie heute nicht mehr eingesetzt.